# 巴扎夫盧喬克河
巴扎夫盧喬克河（烏克蘭語：Базавлучок），是烏克蘭的河流，位於該國東部，流經第聶伯羅彼得羅夫斯克州，最終注入巴扎夫盧克河，河道全長24公里，流域面積171.8平方公里。